# Eburonowie

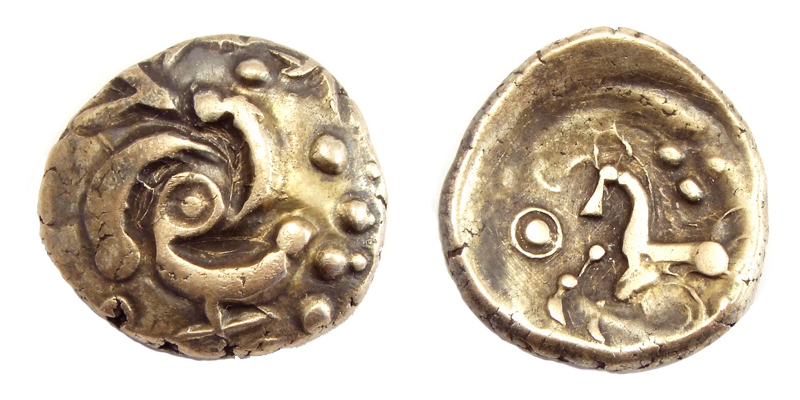
Złoty stater Eburonów: na awersie triskelion, na rewersie koń

Eburonowie (łac. Eburones) – lud celtycki osiadły pomiędzy Renem i Mozą, na terenach późniejszej rzymskiej prowincji Gallia Belgica. Ich głównym ośrodkiem była Aduatuca (obecne Tongeren). W trakcie podboju Galii przez Juliusza Cezara stawiali niezwykle zaciekły opór pod wodzą Ambioryksa.
Według niektórych badaczy Eburonowie nie byli Celtami, lecz Germanami bądź związkiem plemiennym, do którego należeli zarówno Celtowie jak i Germanie.